# Phó Tổng thống Nam Phi
Phó Tổng thống Nam Phi là quyền Tổng thống Nam Phi khi Tổng thống công du nước ngoài, khi không thể thực hiện nhiệm vụ chức vụ, hoặc khi chức vụ bị khuyết. Phó Tổng thống là thành viên Quốc hội và Nội các. Theo Hiến pháp quy định "hỗ trợ Tổng thống trong việc điều hành chức năng của chính phủ" và có thể được chỉ định là một bộ trưởng do Tổng thống tuyên bố.
Theo Hiến pháp tạm thời (trong thời gian 1994-1996), để có một chính phủ quốc gia thống nhất, trong đó nghị sĩ đảng đối lập đa số sẽ là Phó Tổng thống. Cùng với Thabo Mbeki, Tổng thống Nhà nước cuối cùng, FW De Klerk cũng từng là Phó Tổng thống, đồng thời với vai trò là lãnh đạo Đảng Quốc gia một đảng lớn thứ 2 trong Quốc hội mới. Nhưng sau đó, De Klerk đã từ chức và trở về lãnh đạo đảng của mình. Theo hiến pháp mới (ban hành năm 1996) chính phủ liên minh tự nguyện tiếp tục tồn tại, Tổng thống không bổ nhiệm các chính trị gia đối lập làm Phó Tổng thống nữa.
Phó Tổng thống hiện nay, do Tổng thống Jacob Zuma bổ nhiệm ngày 25/5/2014, là Cyril Ramaphosa.
Nơi ở chính thức của Phó Tổng thống là Oliver Tambo House ở Pretoria, Highstead ở Cape Town và Dr John L Dube House ở Durban.

## Bắt đầu và kết thúc
Nhiệm kỳ của Phó Tổng thống không cố định theo luật. Nhiệm kỳ được bắt đầu khi Tổng thống bổ nhiệm từ các thành viên Quốc hội và tuyên thệ nhậm chức.
Nhiệm kỳ kết thúc được Hiến định khi: Tổng thống bãi nhiệm, cuộc bỏ phiếu bất tín nhiệm Tổng thống thành công bởi Quốc hội, cuộc bỏ phiếu bất tín nhiệm trừ Tổng thống bởi Quốc hội, hoặc Tổng thống khác mới đắc cử. Ngoài ra Phó Tổng thống có quyền xin từ chức để kết thúc nhiệm kỳ.

## Danh sách Phó Tổng thống

### Phó Tổng thống Nhà nước, 1981–1984
| # | Phó Tổng thống Nhà nước      | Chân dung | Bắt đầu  | Kết thúc  | Tổng thống Nhà nước | Đảng |
| - | ---------------------------- | --------- | -------- | --------- | ------------------- | ---- |
| 1 | Alwyn Schlebusch (1917–2007) |           | 1/1/1981 | 14/9/1984 | Marais Viljoen      | NP   |

### Phó Tổng thống, 1994–nay
| # | Phó Tổng thống                 | Chân dung | Bắt đầu   | Kết thúc                         | Tổng thống        | Đảng |
| - | ------------------------------ | --------- | --------- | -------------------------------- | ----------------- | ---- |
| 1 | F. W. de Klerk (1936–2021)     |           | 10/5/1994 | 30/6/1996 (từ chức)              | Nelson Mandela    | NP   |
| 2 | Thabo Mbeki (1942–)            |           | 10/5/1994 | 16/6/1999 (trở thành Tổng thống) | Nelson Mandela    | ANC  |
| 3 | Jacob Zuma (1942–)             |           | 16/6/1999 | 14/6/2005 (miễn nhiệm)           | Thabo Mbeki       | ANC  |
| 4 | Phumzile Mlambo-Ngcuka (1955–) |           | 14/6/2005 | 24/9/2008 (từ chức)              | Thabo Mbeki       | ANC  |
| 5 | Baleka Mbete (1949–)           |           | 24/9/2008 | 9/5/2009                         | Kgalema Motlanthe | ANC  |
| 6 | Kgalema Motlanthe (1949–)      |           | 9/5/2009  | 26/5/2014                        | Jacob Zuma        | ANC  |
| 7 | Cyril Ramaphosa (1952–)        |           | 26/5/2014 | 15/2/2018 (trở thành Tổng thống) | Jacob Zuma        | ANC  |
| 8 | David Mabuza (1960–)           |           | 27/2/2018 | nay                              | Cyril Ramaphosa   | ANC  |